# Општина Берчени (Прахова)
Берчени (рум. Berceni) општина је у Румунији у округу Прахова.
Oпштина се налази на надморској висини од 127 m.